# Alcalófilo

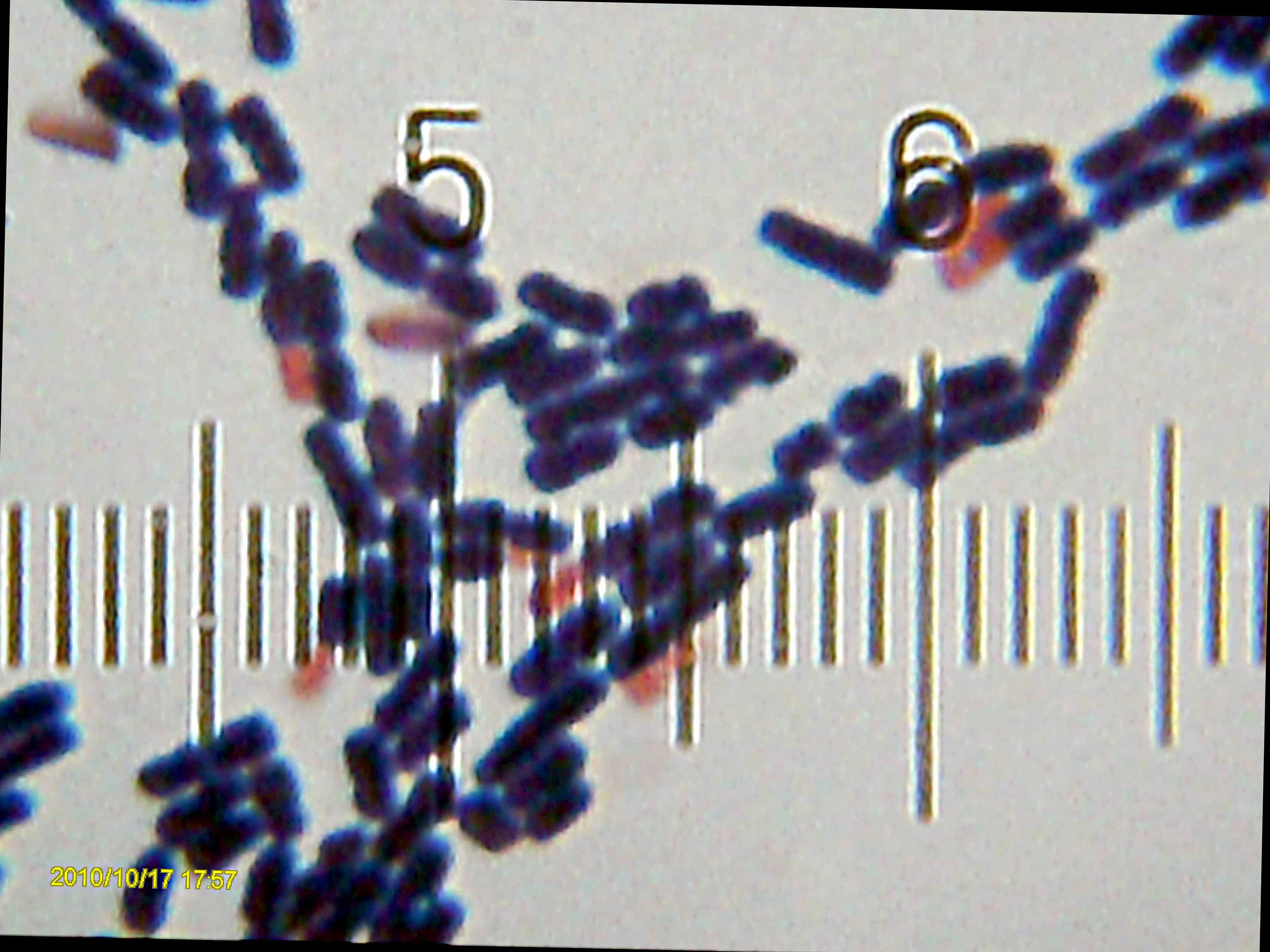
Micrografía de bacilos alcalófilos, la escala en micras

Los alcalófilos o basófilos  son microorganismos extremófilos que se desarrollan en ambientes con valores de pH comprendidos entre 8,5 y 11.  Los hábitats donde viven son muy básicos, como lagos sódicos o suelos muy carbonatados. Los alcalófilos mejor estudiados pertenecen al género Bacillus sp.

## Adaptación al medio
Los organismos alcalófilos necesitan aislar el interior de la célula del medio alcalino exterior, ya que algunas moléculas como las de ARN no son estables si el pH es superior a 8.

## Tipos de alcalófilos
- Alcalófilos obligados: Necesitan un pH elevado para sobrevivir.
- Alcalófilos facultativos: Pueden sobrevivir cuando el pH es elevado pero también crecen en medios normales. Como algunas bacterias aeróbicas no marinas, como muchas especies de Bacillus spirulina (cianobacterias) y de arqueas.
- Haloalcalófilos: son también organismos halófilos, y necesitan altas cantidades de sal para sobrevivir. La mayoría pertenecen al dominio Archaea.